# Trolljägarna
Trolljägarna var ett program som sändes i TV3 och Viafree med Robert Aschberg som programledare. De två första säsongerna sändes mellan 2014 och 2015. En tredje säsong sändes hösten 2018, då med Frida Boisen som programledare jämte Robert Aschberg.

## Format
I varje avsnitt delar tre personer med sig av hatet de har fått på nätet, och sedan ger sig programledarna ut för att få tag i dessa anonyma nättroll. När de har hittat dem får de öga mot öga med Aschberg eller Boisen förklara varför de beter sig som de gör på nätet. I programmet får man möta kända och okända ansikten som inte bara ger en bild av nätets mörka baksida, utan som även får upprättelse med hjälp av Trolljägarna. I många av fallen som programmet tar upp så får även personerna som har blivit utsatta för hat på nätet hjälp av Juridikinstitutet för att kräva skadestånd för vad de tvingats gå igenom.

## Kritik
Kritik har riktats till programmet då de personer som blivit utpekade som näthatare själva blev trakasserade efter att programmet sänts. Kritik har även getts för att även helt oskyldiga personer pekades ut och konfronterades. Någon teknisk bevisning visades aldrig upp, och det har ifrågasatts om de inblandade i produktionen av programmet, var medvetna om att IP-adresser kan hackas, och att IP-adresser byts mellan personer genom VPN-tjänster.[källa behövs]

## Utmärkelser
Programmet vann Kristallen 2020 i kategorin årets fakta och samhällsprogram.